# Billedet af Dorian Gray
Billedet af Dorian Gray (originaltitel: The Picture of Dorian Gray) er en roman af den irske dramatiker, digter og forfatter Oscar Wilde.
Romanen udkom i det engelske tidsskrift Lippincott's Monthly Magazine i 1890 og kom i bogform i 1891. Den er oversat til Dorian Gray, Dorian Grays billede og Billedet af Dorian Gray, senest af Karen Dinesen på Det lille forlag i 2006.

## Handling
Romanen udspiller sig i de højere klasser i England i slutningen af 1800-tallet. Den unge og meget smukke Dorian står model for vennen og maleren Basil Hallward, der er meget betaget af ham. Hallwards ven lord Henry Wotton og Dorian præsenteres for hinanden. Under en samtale i haven overbeviser lord Henry Dorian om, at det eneste, der er værd at beundre ved tilværelsen, er skønhed og ungdom. Når de går i forfald, gør tilværelsen det også. Konfronteret med den skæbne ønsker den forfærdede Dorian, at billedet ville ældes i stedet for ham selv; og han vil tilmed give sin sjæl for at få ønsket opfyldt. Mirakuløst går det i opfyldelse, og Dorian låser portrættet inde i et kammer. For hver grusomhed han begår, bliver portrættet ændret, mens Dorian forbliver ung og smuk. Maleriet er et billede af Dorian Grays egen sjæl, som i takt med hans synder bliver mere og mere frygtindgydende at se på.
Efter at have levet vildt og voldsomt igennem 18 år og uden at være blevet ældet eller båret mærker fra sin livsstil begynder Dorian efterhånden at blive plaget af stærkere og stærkere skyldfølelse og beslutter sig for at forsøge at være god, i håb om at hans portræt vil blive mindre frygteligt at se på. Næste gang han kigger på det, bliver Dorian dog grebet af rædsel, da han erfarer, at hans portræt tværtimod er blevet endnu mere fordærvet og nu endda har et hyklerisk smil på læben, og han indser, at hans forsøg på at være god ultimativt var selvisk. Dorian beslutter sig for, at kun en fuld bekendelse kan give ham forladelse for hans talrige synder, og bestemmer sig for at ødelægge den sidste rest af sin samvittighed. Han drager derpå en kniv og stikker det i portrættet. Hans tjenestefolk vågner ved et skrig, der også høres af forbipasserende på den nærliggende gade. I Dorians aflåste arbejdsværelse finder hans tjenestefolk en ukendt, gammel, vansiret mand, voldsomt hærget, både på krop og ansigt. De identificerer ham dog som deres herre, grundet hans påklædning og hans fingerringe. Ved siden af den døde mand er billedet af Dorian Gray, nu igen lige smukt som den dag det blev malet.

## Temaer
Romanen har et stærkt Faust-tema.
Under injurieretssagen mod Oscar Wilde (med udgangspunkt i hans homoseksuelle forhold til lord Alfred Douglas (1870-1945)) blev de seksuelle undertoner i Dorian Grays venskab med Hallward og lord Henry brugt som bevis på Wildes homoseksualitet.
Især påstås det, at kunstneren Hallwards beundring af Dorian Gray er kærlighedserklæringer. Wilde benægtede ligheden og påpegede, at en kunstner ikke forsøger at lægge sig selv i sit værk. Herefter skrev han det forord til bogen, der er med i oversættelsen fra 2006.
Wilde har udtalt, at Basil Hallward er sådan, som han ser sig selv. Dorian Gray er, som han gerne vil ses af andre, og lord Henry er, som andre ser ham.

## Eftermæle
Wildes mor var begejstret for romanen, som hun kaldte "det vidunderligste stykke digtning i dagens fiktion... jeg var nær ved at besvime af den sidste scene". William Butler Yeats kaldte det også "en vidunderlig bog". Ellers var kritikken i overvejende grad negativ. The Chronicle kritiserede historiens "kvindagtige frivolitet, udstuderede uoprigtighed, teatralske kynisme, flabede filosofering, og det giftige kølvand af grel vulgaritet".  St James Gazette syntes, bogen burde forbydes af myndighederne, og desuden at den var "kedsommelig". Wildes følelser for sin kone reflekteres måske i Dorians iskolde betragtning: "Der er altid noget latterligt ved følelserne hos de mennesker, man er holdt op med at elske." 

## Filmatiseringer
Romanen er filmatiseret flere omgange. Mest kendt er The Picture of Dorian Gray fra 1945.
Herudover er romanen forlæg for bl.a. følgende film:
- Dorian Grays Portræt, en dansk stumfilm fra 1910 instrueret af Axel Strøm.
- The Picture of Dorian Gray, en amerikansk stumfilm fra 1913 instrueret af Phillips Smalley.
- Billedet af Dorian Gray, en russisk stumfilm fra 1915 instrueret af Vsevolod Mejerkhold.
- The Picture of Dorian Gray, en britisk stumfilm fra 1916 instrueret af Fred W. Durrant.
- Dorian Grays Portræt, en amerikansk film instrueret af Albert Lewin
- Le portrait de Dorian Gray, en fransk film fra 1977 instrueret af Pierre Boutron
- Dorian Gray, en film fra 2009.

Desuden er Dorian Gray en af personerne i filmen Det hemmelighedsfulde selskab fra 2003. Her spilles han af Stuart Townsend. Han er også en af personerne i tv-serien Penny Dreadful (2014-), hvor han bliver spillet af Reeve Carney.